# Stadio Erasmo Iacovone
Stadio Erasmo Iacovone – stadion piłkarski znajdujący się w mieście Tarent we Włoszech. Jest obecnie używany głównie dla meczów piłki nożnej. Swoje mecze rozgrywa na nim drużyna piłkarska Taranto FC 1927. Stadion może pomieścić 27 584 widzów.

## Historia
Stadion został otwarty 8 grudnia 1965 roku w towarzyskim meczu przeciwko US Foggia, który zakończył się wynikiem 0:0. Zajął miejsce starego Stadio Valentino Mazzola, który stał się strukturalnie nieadekwatny do ambicji klubu piłkarskiego A.S. Taranto, najbardziej popularnego miejskiego zespołu w tamtym czasie. „Wielki stadion dla wielkiego zespołu” było hasłem, które było odpowiednie na tę okazję: został zbudowany w ciągu 100 dni, przy użyciu 130 km rur i 900 metrów sześciennych drewnianych schodów. Murowane były tylko szatnie i toalety. Do konstrukcji pal instalacyjnych, ogrodzenia oraz 24 bram rozprzestrzeniających się wzdłuż ściany granicznej użyto 5000 ton kutego żelaza. Nowy stadion został nazwany Stadio Salinella, od nazwy dzielnicy o tej samej nazwie, w którym został zbudowany.
W sezonie 1977/78 zespół ze swoim czołowym napastnikiem Erasmo Iacovone był jak najbliżej awansu do Serie A. Ale 6 lutego 1978 roku Iacovone zginął w wypadku samochodowym. Po jego śmierci stadion w Taranto został nazwany jego imieniem.
W 1985 roku stadion już nie odpowiadał nowym przepisom dotyczących bezpieczeństwa i nie nadawał się do użytku. Stadion został następnie poddany głębokiej rekonstrukcji, zmuszając zespół rozgrywać swoje mecze domowe na innych stadionach. Rury i drewniane kroki zostały zastąpione przez 2500 metrów sześciennych betonu oraz 1000 ton stali, została zbudowana głęboka fosa między boiskiem i trybunami, wzniesiono drugi pierścień dla każdego sektora i zainstalowany nowoczesny system oświetlenia. Również zmodernizowano salę prasową, odnowione szatnie, toalety i boisko treningowe. Po zakończeniu prac, realizowanych w kilku etapach w ciągu najbliższych kilku lat liczba miejsc została powiększona do 27 584 miejsc.
26 kwietnia 1989 roku stadion gościł po raz pierwszy narodową reprezentację w towarzyskim meczu z Węgrami i świętował wygraną 4-0 (gole Nicola Berti, Andrea Carnevale, Riccardo Ferri i Gianluca Vialli).